# ヤスペル・フィリプセン
ヤスペル・フィリプセン (Jasper Philipsen 1998年3月2日 - ) はベルギー、モル出身の自転車競技選手。

## 主な戦績
2015
ベルギー選手権タイムトライアル ジュニア 優勝
2016
ベルギー選手権タイムトライアル ジュニア 優勝
E3ハレルベークジュニア 優勝
2017
Le Triptyque des Monts et Châteaux総合優勝
区間優勝 (Stage 2)
1st パリ〜トゥール・エスポワール 優勝
ジロビオ
 ポイント賞
区間優勝 (Stage 4)
2018
 Le Triptyque des Monts et Châteaux 総合優勝
 ポイント賞
区間2勝 (Stages 1 & 2)
ツアー・オブ・ユタ 区間優勝 (Stage 4)
ジロビオ 区間優勝 (Stage 3)
2019
ツアー・ダウンアンダー 区間優勝（第5ステージ）
2020
ツアー・ダウンアンダー  ポイント賞
ツール・デュ・リムザン　区間優勝（第3ステージ）
ブエルタ・ア・エスパーニャ 区間優勝（第15ステージ）
2021
スヘルデプライス 優勝
ツアー・オブ・ターキー  ポイント賞（第6,7ステージ優勝）
ブエルタ・ア・エスパーニャ 区間2勝（第2, 5ステージ）
カンピウンスハップ・ファン・フラーンデレン 優勝
エシュボルン＝フランクフルト 優勝
グランプリ・ド・ドナン 優勝
パリ〜ショニー 優勝
2022
UAEツアー  ポイント賞（第1,5ステージ優勝）
バロワーズ・ベルギー・ツアー 区間優勝（第2ステージ）
ツール・ド・フランス 区間優勝（第15,21ステージ）
デンマーク・ルント 区間優勝（第4ステージ）
オムロープ・ファン・ヘット・ハウトラント 優勝
パリ〜ブールジュ 優勝
ツール・ド・フランスさいたまクリテリウム 優勝
2023
ティレーノ〜アドリアティコ 区間優勝（第3, 7ステージ）
クラシック・ブルッヘ〜デ・パンネ 優勝
スヘルデプライス 優勝
エルフステーデンロンデ 優勝
バロワーズ・ベルギー・ツアー 区間優勝（第1ステージ）
ツール・ド・フランス
 ポイント賞
区間優勝（第3,4,7,11ステージ）
レネウィ・ツアー 区間優勝（第1ステージ）
カンピウンスハップ・ファン・フラーンデレン 優勝
ホーイクセ・ペイル 優勝
パリ〜ショニー 優勝
ヴィジット・フリースラント・エルフステーデンレース 優勝
ツアー・オブ・ターキー  ポイント賞（第1,2,4,8ステージ優勝）
2024
ティレーノ〜アドリアティコ 区間優勝（第2ステージ）
ミラノ〜サンレモ 優勝
クラシック・ブルッヘ〜デ・パンネ 優勝
バロワーズ・ベルギー・ツアー  ポイント賞（第3ステージ優勝）
ツール・ド・フランス 区間優勝（第10,13,16ステージ）
レネウィ・ツアー  ポイント賞（第4ステージ優勝）
シュパルカセン・ミュンスターラント・ギーロ 優勝
2025
クールネ〜ブリュッセル〜クールネ 優勝
バロワーズ・ベルギー・ツアー 区間優勝（第2ステージ）
ツール・ド・フランス 区間優勝（第1ステージ）